# International Championship
International Championship – coroczny turniej rankingowy w snookerze zapoczątkowany w sezonie 2012/13 rozgrywany na przełomie października i listopada. Rozgrywki te odbywają się w Chinach, w miejscowości Chengdu. Pierwsze dwie edycje odbyły się w Sichuan International Tennis Center, a od 2014 w Chengdu Eastern Music Park.

Mimo że turniej w 2012 roku odbył się po raz pierwszy, nie przeszkodziło to, aby wywyższyć go do rangi jednego z najważniejszych turniejów w sezonie. Turniej ma być azjatyckim odpowiednikiem brytyjskiego UK Championship – obok Mistrzostw Świata najbardziej uznaniowej imprezy rankingowej w trakcie sezonu.
W turnieju bierze udział 40 zawodników: 16, którzy są najwyżej sklasyfikowani w rankingu, 16, którzy przebrnęli kwalifikacje oraz 8 amatorów, który w rundzie „dzikich kart” rywalizują z zawodnikami z najodleglejszej pozycji w rankingu.
Spotkania pierwszej i drugiej rundy, oraz spotkania ćwierćfinałowe odbywają się do 6 wygranych frejmów. Mecze półfinałowe to rywalizacja do 9 wygranych partii, z przerwą między sesjami po 8 frejmach. Finał natomiast to rywalizacja do 10 wygranych, z przerwą między sesjami po 9 frejmach.
International Championship jest najlepszym przykładem na coraz bardziej widoczne efekty rozwoju snookera w Chinach. Turniej jest już piątym dużym turniejem rankingowym w tym azjatyckim kraju (obok Wuxi Classic, Shanghai Masters, World Open i China Open).

## Nagrody
Pule nagród oraz nagrody za kolejne rundy według lat:
- 2012 – 575 000 £ / 125 000 £ / 62 500 £ / 30 000 £ / 17 500 £ / 12 000 £ / 7 000 £ / 3 000 £
- 2013 – 615 000 £ / 125 000 £ / 65 000 £ / 30 000 £ / 17 500 £ / 12 000 £ / 7 000 £ / 3 000 £
- 2014 – 627 000 £ / 125 000 £ / 65 000 £ / 30 000 £ / 17 500 £ / 12 000 £ / 7 000 £ / 3 000 £
- 2015 – 657 000 £ / 125 000 £ / 65 000 £ / 30 000 £ / 17 500 £ / 12 000 £ / 7 000 £ / 4 000 £
- 2016 – 657 000 £ / 125 000 £ / 65 000 £ / 30 000 £ / 17 500 £ / 12 000 £ / 7 000 £ / 4 000 £
- 2017 – 700 000 £ / 150 000 £ / 75 000 £ / 32 000 £ / 18 000 £ / 12 000 £ / 7 000 £ / 4 000 £
- 2018 – 775 000 £ / 175 000 £ / 75 000 £ / 32 000 £ / 21 500 £ / 13 500 £ / 8 500 £ / 4 000 £
- 2019 – 802 000 £ / 175 000 £ / 75 000 £ / 32 000 £ / 21 500 £ / 13 500 £ / 8 500 £ / 4 750 £
- 2023 – 825 000 £ / 175 000 £ / 75 000 £ / 33 000 £ / 22 000 £ / 14 000 £ / 9 000 £ / 5 000 £
- 2024 – 825 000 £ / 175 000 £ / 75 000 £ / 33 000 £ / 22 000 £ / 14 000 £ / 9 000 £ / 5 000 £

## Zwycięzcy
| Rok  | Zwycięzca    | Przeciwnik     | Wynik | Sezon   |
| ---- | ------------ | -------------- | ----- | ------- |
| 2012 | Judd Trump   | Neil Robertson | 10−8  | 2012/13 |
| 2013 | Ding Junhui  | Marco Fu       | 10−9  | 2013/14 |
| 2014 | Ricky Walden | Mark Allen     | 10−7  | 2014/15 |
| 2015 | John Higgins | David Gilbert  | 10−5  | 2015/16 |
| 2016 | Mark Selby   | Ding Junhui    | 10−1  | 2016/17 |
| 2017 | Mark Selby   | Mark Allen     | 10−7  | 2017/18 |
| 2018 | Mark Allen   | Neil Robertson | 10−5  | 2018/19 |
| 2019 | Judd Trump   | Shaun Murphy   | 10−3  | 2019/20 |
| 2023 | Zhang Anda   | Tom Ford       | 10–6  | 2023/24 |
| 2024 | Ding Junhui  | Chris Wakelin  | 10–7  | 2024/25 |